# Christian Dingert
Christian Dingert (Thallichtenberg, 14 luglio 1980) è un arbitro di calcio tedesco.

## Carriera
Il 25 maggio 2023 è AVAR nella finale di Conference League 2021-2022 Roma-Feyenoord, coaudiovando il VAR tedesco Marco Fritz e l'arbitro rumeno Istvan Kovacs.
Il 23 aprile 2024 la UEFA lo ha convocato per il campionato d'Europa 2024 in Germania, nel ruolo di VAR insieme ai colleghi Bastian Dankert e Marco Fritz, agli arbitri Daniel Siebert e Felix Zwayer ed agli assistenti Stefan Lupp, Marco Achmüller, Jan Seidel e Rafael Foltyn.
Il 26 luglio 2024 la UEFA lo ha designato nel ruolo di supporto VAR per la Supercoppa UEFA 2024, diretta dallo svizzero Schärer.
Il 31 marzo 2025 la UEFA lo ha convocato per il campionato femminile d'Europa 2025 in Svizzera, nel ruolo di VAR, insieme al collega Katrin Rafalski.